# Саут-Гіллс (Монтана)
Саут-Гіллс (англ. South Hills) — переписна місцевість (CDP) в США, в окрузі Джефферсон штату Монтана. Населення — 644 особи (2020).

## Географія
Саут-Гіллс розташований за координатами 46°33′23″ пн. ш. 111°59′51″ зх. д. / 46.55639° пн. ш. 111.99750° зх. д. (46.556401, -111.997638).  За даними Бюро перепису населення США в 2010 році переписна місцевість мала площу 15,23 км², уся площа — суходіл.

## Демографія
Згідно з переписом 2010 року, у переписній місцевості мешкало 517 осіб у 169 домогосподарствах у складі 142 родин. Густота населення становила 34 особи/км².  Було 175 помешкань (11/км²).
Расовий склад населення:
| - 95,0 % — білих - 0,4 % — азіатів - 0,2 % — корінних американців - 1,9 % — осіб інших рас |

До двох чи більше рас належало 2,5 %. Частка іспаномовних становила 3,3 % від усіх жителів.
За віковим діапазоном населення розподілялося таким чином: 35,4 % — особи молодші 18 років, 59,0 % — особи у віці 18—64 років, 5,6 % — особи у віці 65 років та старші. Медіана віку мешканця становила 40,0 року. На 100 осіб жіночої статі у переписній місцевості припадало 98,1 чоловіків;  на 100 жінок у віці від 18 років та старших — 94,2 чоловіків також старших 18 років.
Середній дохід на одне домашнє господарство  становив 127 780 доларів США (медіана — 96 442), а середній дохід на одну сім'ю — 144 195 доларів (медіана — 104 688). 
Цивільне працевлаштоване населення становило 224 особи. Основні галузі зайнятості: освіта, охорона здоров'я та соціальна допомога — 27,2 %, науковці, спеціалісти, менеджери — 17,4 %, публічна адміністрація — 15,2 %.